# منتخب جزر فارو تحت 17 سنة لكرة القدم
منتخب جزر فارو تحت 17 سنة لكرة القدم (بالدنماركية: Færøernes U/17-fodboldlandshold)‏ هو ممثل جزر فارو الرسمي في المنافسات الدولية في كرة القدم في فئة كرة قدم تحت 17 سنة للرجال، يديريه اتحاد جزر فارو لكرة القدم.